# Brause

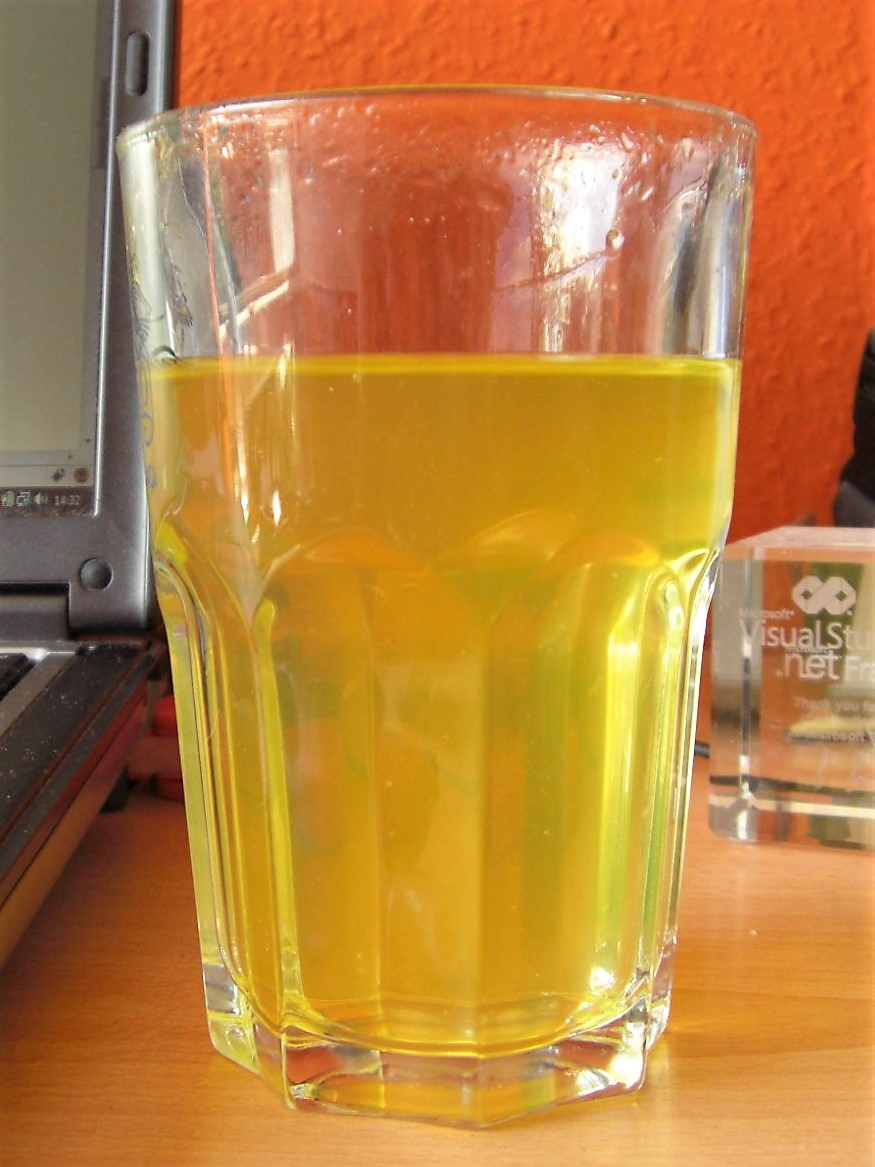
Ein Glas Brause mit Zitronengeschmack

Brausen oder Brauselimonaden sind kohlensäurehaltige Erfrischungsgetränke. Im Gegensatz zu Fruchtsaftgetränken, Fruchtschorlen und Limonaden werden sie nicht nur aus natürlichen Stoffen hergestellt, sondern können auch künstliche oder naturidentische Aroma- und/oder Farbstoffe enthalten.
Bis in die erste Hälfte des 20. Jahrhunderts gehörte es zur verbreiteten hauswirtschaftlichen Praxis, Limonaden mit verschiedenen Fruchtsäften und frei von Kohlensäure zuzubereiten. Daher wurden ähnliche Getränke mit Kohlensäurezusatz davon unterschieden. Das Handbuch der Drogisten-Praxis beschrieb demnach: „Unter Limonaden versteht man säuerliche Erfrischungsgetränke (der Name hängt zusammen mit Limonen, Zitronen), die in fertiger Form, mit Ausnahme der sog. Brauselimonaden, nur selten Handelsware bilden. Brauselimonaden sind vorteilhaft nur fabrikmäßig herzustellen. Sie sind Limonaden, dargestellt aus beliebigem Limonadensaft und kohlensaurem Wasser, […].“ Die Fabrikation der Mineralwässer ist oft mit der Herstellung von Brauselimonaden verbunden.

## Aktuell
In Deutschland ist nach den Leitsätzen für Erfrischungsgetränke des deutschen Lebensmittelbuchs die Verkehrsbezeichnung „Brause“, die durch Angaben wie „mit Waldmeister-Geschmack“, „mit Waldmeister-Aroma“ oder „Waldmeister-Brause“ ergänzt wird.
Der Begriff Brause wird in manchen Regionen, vor allem in Ostdeutschland, als Synonym für den Begriff Limonade verwendet. Heute nur noch selten zu bekommen ist echte Fassbrause, die direkt vom Fass gezapft wird, bei der es sich aber trotz des Namens um eine Limonade handelt.
Als „Brause“ wird außerdem das in kleinen Tütchen bzw. in gepressten Würfeln erhältliche Brausepulver bezeichnet, welches erst säuerlich und dann süß schmeckt. Es existieren davon im Handel vor allem fünf Hauptsorten: Cola (braun), Himbeere (rot), Waldmeister (grün), Zitrone (gelb) und Orange (orange). Die Mixtur besteht aus einem Natron-Weinsäure-Gemisch und Aromastoffen und sprudelt, weil das Natron mit der Säure reagiert.